# ILLIAC 1
La ILLIAC I (Illinois Automatic Computer), una  computadora pionera, hecha en 1952 por la Universidad de Illinois, fue la 1.ª computadora para fines educacionales.
ILLIAC I se basaba en la arquitectura de von Neumann del Instituto para Estudios Avanzados (IAS), editado por el matemático John von Neumann. Al contrario de otros procesadores de esa era, la ILLIAC I y el ORDVAC eran copias del mismo diseño, e intercambiaban software. El computador tenía 2800 tubos, midiendo 3 m x 0,6 m x 2,6 m (Lg×A×Alto), y pesaba 4,5 t.
ILLIAC I era muy poderosa para su tiempo; en 1956 seguía teniendo más poder computacional que todo el Laboratorio Bell.
Debido a que la vida de los tubos era de un año, la máquina estaba en "mantenimiento preventivo" para que los tubos más viejos se reemplazaban para aumentar su trabajo. La máquina se retiró en 1962, cuando la ILLIAC II fue operacional.

## Innovaciones
- 1955, Lejaren Hiller y Leonard Isaacson, usan la ILLIAC I para componer la "Suite Illiac," una de las primeras piezas de música escrita con ayuda de un computador.

- 1957, el matemático Donald B. Gillies, el físico James E. Snyder, el astrónomo George C. McVittie, S. P. Wyatt, Ivan R. King y George W. Swenson de la Universidad de Illinois usando la ILLIAC I calculan la órbita del Sputnik I dos días después de su lanzamiento.